# Morion
Morion (z latinského morrosus, tj. „ponurý“, „temný“) je tmavě hnědá až černá neprůsvitná odrůda křemene (SiO2), přesněji odrůda záhnědy, s níž má prakticky shodné vlastnosti. Využívá se ve šperkařství a pro technické účely.

## Výskyt
Morion lze nalézt v hydrotermálních žílách, v dutinách vulkanických pegmatitových hornin a v greisenech. Vyskytuje se na četných lokalitách v různých zemích světa – například ve Švýcarsku, ve Spojených státech, Brazílii, Kanadě, Kazachstánu, Rusku, na Ukrajině nebo na Madagaskaru.

## Výskyt v Česku
V České republice je velmi hojný v okolí Příbrami jako doprovod rudných žil nebo v okolí Cínovce.